# Махновський рубель
Махновський рубель — грошові знаки, які випускались шляхом проставлення надпечаток на усіх банкнотах, захоплених Революційною повстанською армією України, протягом листопада-грудня 1919—1920 рр.
Існує значна кількість видів надпечаток. Одні з них збільшували номінал купюр у 10 разів, на інших, не змінювали номінал купюр, на них містилась назва Повстанської армії чи її підрозділу або тексти агітаційного й іншого характеру.
Власних паперових грошових знаків махновці не випускали. Повноцінні купюри, нібито надруковані і випущені Повстанською армією, є підробкою.

## Відомості про махновські гроші
Ще на початку 20-х років виникла дискусія з приводу випуску анархістами паперових грошових знаків. У журналі «Кавказький колекціонер» за 1922 рік прямо ставилося питання: «чи Існували бони Н. Махно?».
У своїх спогадах, опублікованих у збірнику «Революція і громадянська війна», К. Герасименко, наприклад, стверджував:
```
 «Махно через Воліна проводив у життя все, що тільки знаходив необхідним, аж до друкування грошових знаків»
[
1
]
. 
```

Знайдені вони не були, хоча про їх випуск наполегливо ходили чутки.
У 60-ті роки знову зріс інтерес до грошових знаків Махно. Це було викликано тим, що в досить повному каталозі вітчизняних грошових знаків Н. Кардакова надпечатки анархістів описувалися в розділі радянських емісій як рідкісні, але наявні в обігу тих часів. Алматинський колекціонер І. Н. Колтишев навіть показав історикам гроші з надпечатками анархістів. На пятирублевых банкнотах, випущених банком Ростова-на-Дону в 1918 році, проставлений штамп червоною друкарською фарбою в чотири рядки:
```
 «1 рев. армія пов. Укр. = 50 руб.= 
Гуляй-Поле
 1919 р. Н. Махно» 
```

Зустрічаються надпечатки, в яких слово «повстанці» пропущено. Відомі надпечатки на купюрах номіналом один рубель царської Росії, де, крім цього тексту, зображена голова чоловіка в кубанці (дуже схожий на Махно). Відомі надпечатки, проставлені на паперових грошових знаках гідністю один і п'ять рублів, які збільшують вартість грошей у 10 разів. Крім зазначених — меркантильних, трапляються й курйозні надпечатки анархістів. Наприклад, така:
```
«Гоп, кумо, не журись, в Махна гроші завелысь».
```

До речі, В. Колтишев у своєму дослідженні наводить таку надпечатку «як зроблену без відома Махно окремими особами командного складу і тільки заради курйозу».
Однак боністів досі цікавить питання — все це справжні або підроблені надпечатки анархістів Півдня України? Як відомо, збережених архівних документів, які пролили б світло на це питання, немає.
У сімдесяті роки минулого століття один з авторів вів листування з колишнім чекістом М. Б. Спектром, автором книги «В логове Махно», якому довелося працювати в культпросветотделе армії. Ось що він писав:
```
«Я собрал более сотни денежных знаков – царских, украинских, донских, советских  и других с различными надпечатками, подчас с рисунками и частушками. Все эти надпечатки были сделаны без ведома Махно, отдельными махновцами ради забавы. Иногда  штемпель изготавлялся на срезе картошки и краской прикладывался к купюре. Когда такие деньги попадали к «батьке» (чтобы его порадовать), он всегда смеялся, острил и такое событие, как и любое, заканчивалось пьянкой. К сожалению, в 1937 году, всю эту коллекцию вместе с другими материалами и рукописью моей повести, я вынужден был уничтожить»
[
2
]
.
```

Мешканець Катеринослава Микола Петрович Семягін, у стінгезеті «Северо-кавказский Коллекционер» (1929 р.) згадував:
```
"В осенние дни 1919 года, во время второго захвата Екатеринослава махновской "армией", я жил у своего дальнего родственника инженера Осипова. Первые несколько дней махновцы грабили лавки и магазины, и все жители прятались по домам, боясь выходить на улицу. Но вот примерно на четвёртый день появился приказ председателя реввоенсовета, в котором говорилось, что грабежей более не будет и теперь в городе устанавливается "революционный порядок". Приказом также объявлялась свобода торговли и вводились, помимо всех прочих, ещё и махновские кредитки, которые приравнивались к "романовским".Через некоторое время мне довелось увидеть эти деньги. Выпущены они были в бумажках 10, 30 и 50 рублей. И на всех имелось изображение черепа с костями и надпись "подделка карается расстрелом". Причём некоторые из них были, видимо за недостатком бумаги, напечатаны прямо поверх донских трёшниц и пятёрок. Скажем, на 5-ти рублёвке напечатано: "пятьдесят рублей". А картина в общем та же, что и на обычных. В городе они получили кличку "черепа". Так как говорили: "это стоит пятьсот "черепов".Но хотя приказом "черепа" и были приравнены к "романовским", ценились они конечно же ниже, примерно вполовину. От полного обесценения их спасало то, что махновцы не успели напечатать их слишком много, так как были в Екатеринославе менее месяца.В последствии я видел, как этими "деньгами" играли мальчишки на улице.
[
3
]
"
```

У декларації, прийнятій махновцями в жовтні 1919 року, є деякі відомості про ставлення до грошей. Один з колишніх теоретиків анархізму І. Тепер писав:
```
«По вопросу о том, как будут и должны собираться средства для осуществления общих задач строительства (мається на увазі «вольного общества анархистов»
), декларация отвечает: «Свободным и добровольным самообложением трудящихся», т. е. «деньги остаются старые, новых декларация не советует печатать»
[
1
]
.
```

Письменник В. Р. Короленко в одному з листів згадує про гроші махновців, що ходили на контрольованій ними території. А за спогадами жителів села Великий Янісоль (нині райцентр Новоселівка), сам Махно платив за товар грошима з надпечатками і говорив, щоб брали його гроші, не сумніваючись у них.
До останнього часу вважалося, що Махно не друкував свої гроші «за непотрібністю», бо їх джерело — конфіскація цінностей — «було невичерпним». Але якщо анархісти не друкували їх, вони могли проставляти надпечатки на старих грошових знаках з меркантильних міркувань. Їм були відомі надпечатки на облігаціях «Позики свободи», на інших грошових знаках і сурогати, що мали ходіння в той час в Україні. В кінці вересня — початку листопада 1919 року махновці, захопивши величезний район Півдня України, дозволили ходіння всіх грошових знаків: радянських, денікінських (донських), петлюрівських, керенок, царських та інших місцевих. Очевидець з Катеринослава М. Гутман пише:
```
«Махно не аннулировал никаких денег и брал контрибуцию как советскими, так и донскими. Впрочем, реввоенсовет предпочитал, по-видимому, оставлять у себя донские, потому что населению раздавались исключительно советские деньги»
[
1
]
.
```

«Донськими» в народі називалися випуски Ростова-на-Дону, грошові знаки, що мали право ходіння на Дону. Точно так, як в Радянській Росії, всі випуски Центральної Ради, гетьманщини Скоропадського та Директорії називалися «українськими», а емісії різних кавказьких урядів називалися «кавказькими» і т. д.
Той факт, що махновці залишали їх у себе, наштовхує на думку, що саме ці гроші вони вирішили поставити надпечатки. Тим більше що на них, як відомо, найчастіше зустрічаються надпечатки анархістів. В Катеринославі були великі запаси вилучених «донських», цінність яких щодня через інфляцію падала, що, мабуть, і змусило анархістів вдатися до вже перевіреного способу — надпечатати їх, піднявши вартість в 10 разів, і зобов'язати населення приймати за цим курсом.
І. Тепер писав:
```
«финансовый спец Иосиф Эмигрант... совершал валютные операции с таким успехом, что стремительное падение советской валюты ничуть не отзывалось на состоянии кассы»
[
1
]
. 
```

Це ще раз переконує нас у тому, що він повинен був вдатися в критичні хвилини до надпечатування «донських» з тим, щоб поправити фінансове становище Махно.
Виходячи зі сказаного, можна зробити висновок: анархісти гроші не друкували, так як самих грошових знаків не знайдено. Твердження К. Герасименко, що «Махно через Воліна проводив в життя все… аж до друкування грошових знаків», слід розуміти як друк надпечаток на старих грошових знаках. Отже, надпечатки меркантильного характеру мали місце, і є оригіналами, а не підробками колекціонерів. Звичайно, не можна заперечувати, що серед них існують і фальсифікати.
Що ж стосується курйозних надпечаток, то тут важко визначити, хто фабрикував. Не виключена можливість, що вони робилися ще під час громадянської війни.

## Подібні грошові знаки інших «батьків»
Не тільки оточення Махна робило надпечатки. Є надпечатки, зроблені іншими отаманами, приєднаними у другій половині 1919 року до махновців (отамани Волох, Хмара, Данченко, Башко, Левченко, Матяш, Шкуродерів) пройшли від Умані до станції Гришино (тепер Красноармійськ). У грудні 1919 р. вони майже всі повернулися в свої райони і продовжували оперувати поблизу Єлисаветграда, Новоукраїнки, Знам'янки, Хитровки та інших населених пунктів поблизу Чорного Яру. Багато з цих отаманів штемпелевали всілякі купюри тризубом і своїми іменами. У зв'язку з частою зміною влади, раніше ходили гроші анулювалися. За свідченням сучасників отамани примушували місцеве населення брати надпечатані купюри до сплати за продукти.

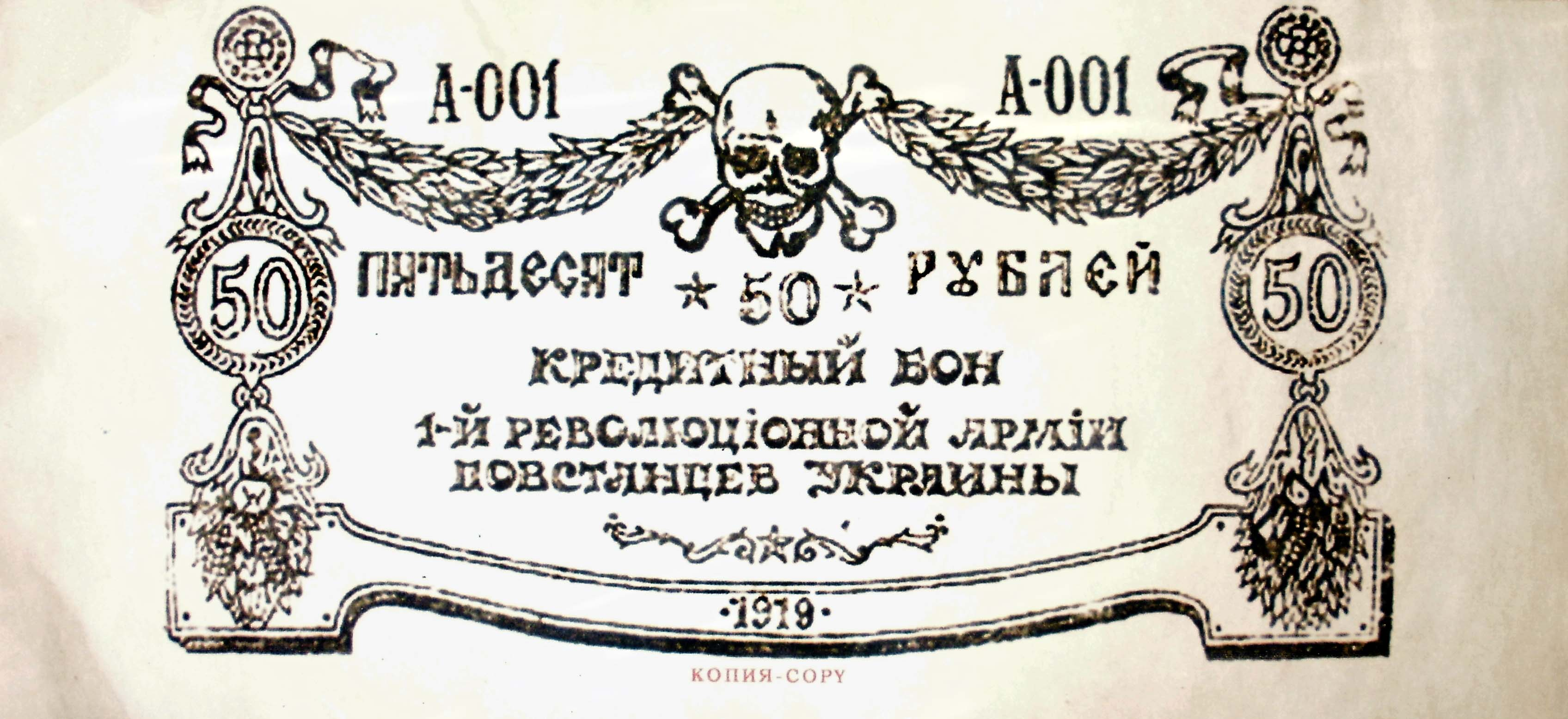
Вигадана колекціонерами підробка махновських рублів

## Сучасні підробки
В наш час колекціонери-боністи часто представляють у спільнотах колекціонерів гроші, які ніби друкувались в Махновії. Серед відомих підробок — 50 рублів оформлені в стилі одеських банкнот без кольорового оздоблення. Іншою відомою підробкою є блоки марок ціною в 1 рубель із портретом Нестора Махно і серпом та молотом.

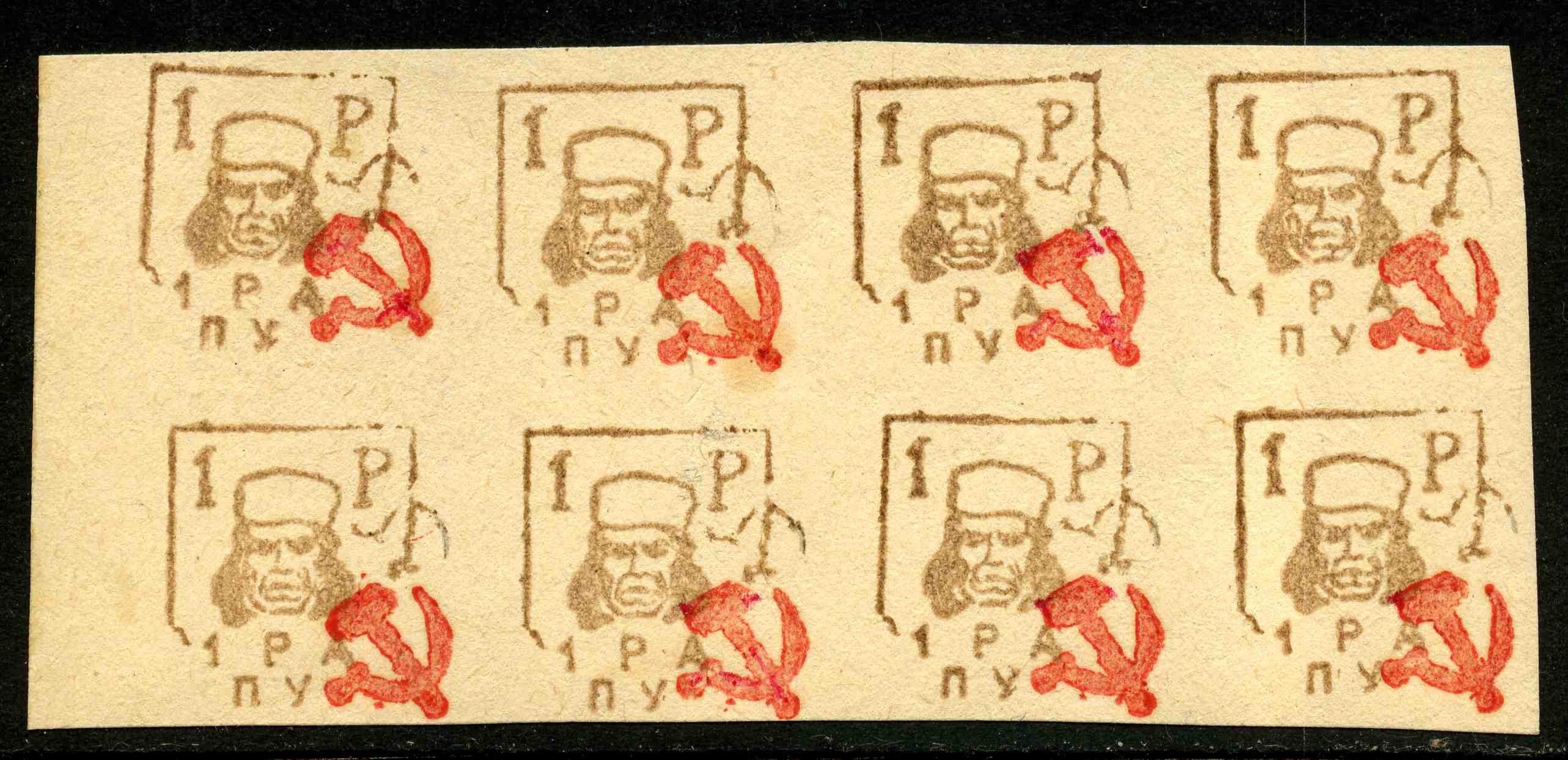
Вигадані марки-гроші «Махновії»

На сьогоднішній день немає жодного музейного зібрання з усіма справжніми махновськими грошима.